# Мишель Французская
Мишель де Валуа (фр. Michelle de Valois; 1 января 1394, по другим источникам 10/12 января 1395, Париж — 8 июля 1422, Гент) — дочь французского короля Карла VI и Изабеллы Баварской. Первая супруга Филиппа Доброго. В замужестве помимо титула герцогини Бургундской носила титулы графини Фландрии и Артуа, пфальцграфини Бургундской и графини де Шароле.

## Биография
Седьмой ребёнок и пятая дочь французского короля Карла VI и его супруги Изабеллы Баварской.
Распространено мнение, будто Мишель и её братья и сёстры были лишены родительского внимания, но факты говорят обратное. Королева Изабелла была очень нежна к своим малолетним детям, приобретала для них роскошные игрушки и одежду. Если королева находилась в разлуке с детьми, она регулярно посылала им письма. Во время эпидемии чумы Изабелла позаботилась, чтобы её дочери и сыновья были отправлены в безопасную сельскую местность.
На руку Мишель претендовал Иоганн Виттельсбах (Пфальц-Ноймаркт), сын Рупрехта Пфальцского. Несмотря на то, что кандидатуру Иоганна поддерживал дядя Мишель, Людвиг Баварский, тот был отвергнут.
Для укрепления союзнических отношений с Бургундией в июне 1409 года в Париже был заключён брак между Мишель и Филиппом де Шароле, будущим герцогом Бургундии. В браке родилась дочь, Агнесса Бургундская, умершая малолетней.
Вместе с мужем в 1413 году Мишель переехала в графство Фландрию. С 1419 года Филипп сделал жену своим представителем во Фландрии и Артуа.
По свидетельству современников, Мишель была кроткой женщиной, искренне любившей своего мужа, своей благотворительностью она завоевала симпатии подданных. Мишель дружила с братом, будущим Карлом VII, и пыталась оказывать сдерживающее влияние на свою мать, королеву Изабеллу.
Герцогиня Бургундская умерла молодой в Генте после непродолжительной болезни, в то время как её муж отсутствовал. Погребена в гентском Соборе святого Бавона.
Вскоре после смерти герцогини распространились слухи, что она была отравлена или изведена с помощью колдовства. Подозрения пали на придворную даму, Урсулу де ла Фьевиль, приставленную к Мишель матерью. В результате длительного следствия дама де ла Фьевиль была полностью оправдана, и герцог назначил ей денежную компенсацию.